# Tipula (Lunatipula) danieli
Tipula (Lunatipula) danieli is een tweevleugelige uit de familie langpootmuggen (Tipulidae). De soort komt voor in het Palearctisch gebied.